# Jim Moran (wielrenner)
James Henri "Jim" Moran (Chelsea (Massachusetts), 28 maart 1880 – Cambridge (Massachusetts), 26 oktober 1951), bijgenaamd "Piggy", was een Amerikaans wielrenner, die professional was tussen 1901 en 1915.
Moran behoorde in het begin van de 20e eeuw tot de beste zesdaagserijders.

## Palmares
| Jaar | EK       | WK       | Zesdaagsen             |
| ---- | -------- | -------- | ---------------------- |
| 1908 |          |          | Kansas City · New York |
| 1909 |          |          | Berlijn                |
| 1910 |          |          | New York · Boston      |
| 1911 | stayeren | stayeren | Boston                 |
| 1912 |          | stayeren |                        |